# Из живота једног наркомана
„Из живота једног наркомана” је југословенски документарни ТВ филм из 1981. године. Режирао га је Ратко Илић који је написао и сценарио.

## Улоге
| Глумац            | Улога                           |
| ----------------- | ------------------------------- |
| Миомир Јовановић  | Лично, наркоман                 |
| Гордана Јовановић | Лично, мајка наркомана          |
| Милош Ђорђевић    | Лично, тужилац                  |
| Вукосав Вучковић  | Лично, судски вештак            |
| Радомир Јовановић | Лично, адвокат                  |
| Илија Симић       | Лично, судија                   |
| Рино Палестра     | Лично, лекар терапеут у затвору |